# الحب يعني (مسلسل تلفزيوني)
الحب يعني (بالإنجليزية: Love Is)‏ هو مسلسل تلفزيوني درامي أمريكي من تأليف وإنتاج مارا بروك أكيل وسالم أكيل. تدور أحداث وقصة الفيلم حول العلاقة الواقعية بين عائلة أكيلز، حيث يتتبع المسلسل زوجين قويين في العصر الحديث في هوليوود لذوي البشرة السوداء (هوليوود السود) يوازنان بين الحياة المهنية الناجحة والعائلة على مدار ثلاثة عقود. عُرض المسلسل لأول مرة في 19 يونيو 2018، على شبكة أوبرا وينفري. في 31 يوليو 2018، وقِعَ عقد تجديد المسلسل للموسم الثاني، ولكن في 19 ديسمبر 2018، تراجعت شبكة أوبرا وينفري عن القرار وألغت المسلسل بعد أن اتهمت إحدى النساء المنتج والمؤلف سالم أكيل بالعنف في علاقتهما خارج نطاق الزواج، وكذلك انتهاك حقوق الطبع والنشر باستخدام السيناريو الخاص بها كأساس للمسلسل.

## مخلص القصة
في عام 2017، يروي زوجان من ذوي البشرة السوداء قصة عن كيفية وقوعهما في حب بعضهما البعض وصعودهما إلى الشهرة في هوليوود بدءًا من فترة التسعينيات. الزوجان هما نوري وهي كاتبة مسرح كوميدي تتوق للعمل في الدراما وياسر كاتب ومخرج طموح ولكنه عاطل عن العمل.

## الممثلون والشخصيات

### الشخصيات الرئيسية
- ميشيل ويفر في دور نوري سامرز في عام 1997
- ويل كاتليت في دور ياسر عمر عام 1997
- ويندي ديفيس بدور نوري في عام 2017
- كلارك بيترز بدور ياسر في عام 2017
- إيدارا فيكتور بدور أنجيلا في عام 1997
- تيرون براون في دور شون في عام 1997
- يوثا وونغ لوي سينغ بدور روبي في عام 1997
- كاديم هارديسون في دور نورمان عام 1997

## الروابط الخارجية
- الحب يعني  في قاعدة بيانات الأفلام على الإنترنت (بالإنجليزية)